# Успение Богородично (Аячо)
Вижте пояснителната страница за други значения на Успение Богородично.
Катедралата Успение Богородично"  (на френски: Cathédrale Notre-Dame-de-l’Assomption d’Ajaccio) е католически храм в град Аячо, Корсика, Франция; катедрала на епархия на Аячо.
Църквата е строена от 1577 до 1593 година. 21 юли 1771 г., в нея е кръстен Наполеон I.